# Полхово (Каменський повіт)
Полхово (пол. Połchowo, нім. Polchow) — село в Польщі, у гміні Камень-Поморський Каменського повіту Західнопоморського воєводства.
Населення — 24 особи (2011).
У 1975-1998 роках село належало до Щецинського воєводства.

## Демографія
Демографічна структура станом на 31 березня 2011 року:
|          | Загалом | Допрацездатний вік | Працездатний вік | Постпрацездатний вік |
| -------- | ------- | ------------------ | ---------------- | -------------------- |
| Чоловіки | 13      | 1                  | 12               | 0                    |
| Жінки    | 11      | 1                  | 8                | 2                    |
| Разом    | 24      | 2                  | 20               | 2                    |